# Melolobium exudans
Melolobium exudans es una especie de planta floral del género Melolobium, tribu Genisteae, familia Fabaceae.

## Distribución
Se distribuye por provincias del Cabo.

## Taxonomía
Fue descrita por Harv. y publicada en W. H. Harvey & auct. suc. (eds.), Fl. Cap 2: 80 (1862).